# Queda do homem

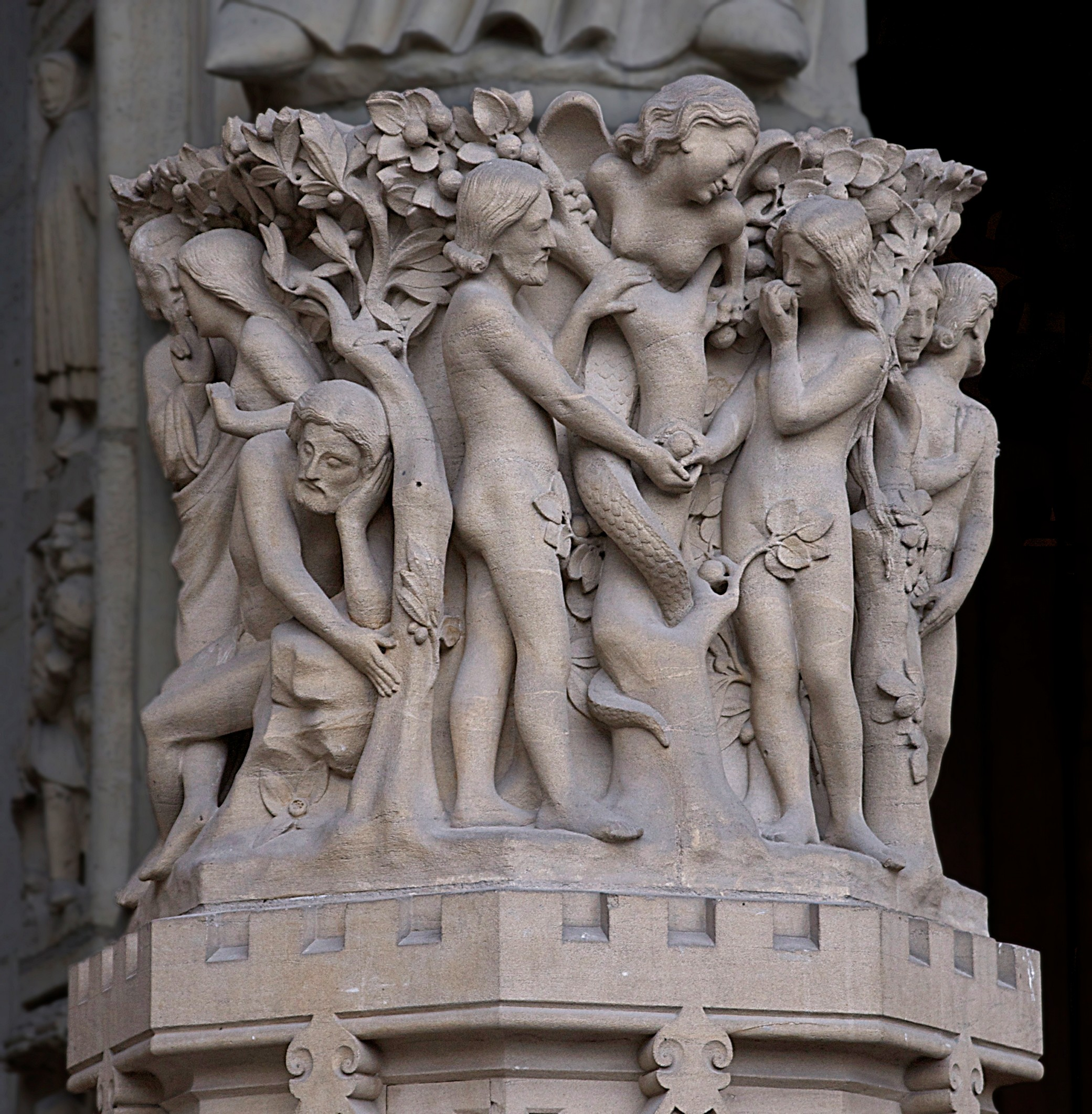
Adão, Eva, e a serpente feminina, (possivelmente Lilith) na entrada da Catedral de Notre-Dame de Paris

Nas religiões Abraâmicas, a Queda do Homem (ou simplesmente a Queda) refere-se à primeira transição humana de um estado de inocência e obediência a Deus para um estado de culpa e desobediência a Ele. Na crença original dessas religiões os primeiros seres humanos, Adão e Eva, viviam com Deus em um paraíso, mas são enganadas ou tentados por outra criatura a comer frutos de uma árvore que Deus lhes tinha proibido comer. Quando o fizeram, eles sentiram vergonha sobre sua nudez e são, consequentemente, expulsos do paraíso. A queda não é mencionada pelo nome na Bíblia ou no  Alcorão, mas a história de rebeldia e de expulsão é recontada nas duas de maneiras diferentes.
Entre Cristianismo, Gnosticismo, Islamismo e Judaísmo as interpretações da Queda podem variar.
No Cristianismo, em particular a Queda do Homem pode se referir a todas as implicações teológicas para a humanidade extraídas do pecado de Adão e Eva, como os ensinamentos bíblicos de Paulo, registrados em Romanos 5:12-19 e 1Coríntios 15:21-22.
Alguns cristãos acreditam que a queda degenerou todo o mundo natural, incluindo a natureza humana e fazendo com que o ser humano nasça em pecado, o que os torna incapazes de alcançar a vida eterna sem a intervenção da graça de Deus. Os protestantes acreditam que a morte de Jesus foi o "resgate" pelo qual o homem se tornou para sempre livre dos pecados que começaram com a queda, e outras denominações acreditam que este ato tornou possível para o homem a ser livre, mas sem necessariamente garantir tal liberdade.
Fica, porém, para muitos a questão: e aqueles que viveram antes de Jesus? Segundo os cristãos, como para Deus não há um tempo cronológico, mas na verdade os acontecimentos para ele são atemporais, tanto a Queda do Homem quanto a Morte de Jesus aconteceram "ao mesmo tempo", fazendo com que todos os seres humanos que viveram antes de Jesus também fossem salvos por ele.
Entretanto há uma vertente de cristãos que defende que, antes da crucificação de Cristo, a expiação dos pecados por meio de sacrifícios de cordeiros fazia parte da mesma aliança exemplificando o Cristo que futuramente viria a Terra. Segundo o livro de Gênesis, após a queda em pecado o homem realizava sacrifícios a Deus, onde apenas o sangue derramado expiava os pecados e demonstrava o arrependimento do indivíduo. Em Êxodo, Deus orienta Moisés sobre como os hebreus deveriam realizar tal cerimônia. Seguindo o entendimento de que o salário do pecado é a morte, fica claro o desapontamento de Deus com o sacrifício de Caim, que ofereceu "frutos da terra" e não um cordeiro imolado como seu irmão Abel. Na narrativa, a oferta pelos pecados de Abel é aceita mas a de seu irmão não. Esta é a antiga aliança. Quando Jesus Cristo é crucificado, é cumprida a profecia que valida os sacrifícios anteriores não mais necessitando derramamento de sangue para expiação.